# Дэнси, Клод
Подполковник сэр Клод Эдвард Марчбэнкс Дэнси (англ. Sir Claude Edward Marjoribanks Dansey; 10 сентября 1876, Южный Кенсингтон, Лондон — 11 июня 1947, Бат, графство Сомерсет), также известный как Полковник Зет, Хейвуд, Дядя Клод, а также под кодовым именем Зет. Помощник начальника Секретной разведывательной службы, более известной как МИ-6. Начал свою карьеру в разведке в 1900 году и продолжал свою деятельность до самой смерти.

## Биография
Родился в 1876 году в семье военного Эдуарда Мэшитера Дэнси, в которой было 9 детей: 4 сына и 5 дочерей. Клод был старшим сыном и вторым ребёнком. Обучался в Веллингтон Колледже до 1891 года. Из-за эпидемии дифтерии был отправлен родителями в Европу, обучался в британской школе для мальчиков в Брюгге. Поступил на службу в британскую армию в 1895 году. Службу начинал в Родезии в Матабелелендском полку Британской Южно-Африканской полиции. В 1896 году принимал участие в подавлении восстания матабеле. Как считал британский историк Майкл Фут, именно в Африке «Дэнси … обучался навыкам разведки и шпионажа».
По возвращении в Англию, 13 июня 1898 года он поступил в милицию в звании второго лейтенанта, где служил в 5-м и 6-м батальонах Ланкаширского фузилерского полка. Был повышен до лейтенанта 9 ноября того же года. 16 августа 1899 года он был на 10 недель командирован в полицию Компании Британского Северного Борнео в качестве суб-комманданта, где принимал участие в операции против Мохаммеда Салеха. После этого, служил в Южной Африке во время Англо-Бурской Войны офицером 6-го батальона Ланкаширского полка. Принимал участие в снятии осады Мафекинга, обороной которого командовал знаменитый в будущем как организатор скаутского движения генерал Баден-Пауэлл. Во время этой операции он познакомился с молодым военным корреспондентом Уинстоном Черчиллем. 1 марта 1902 года прикомандирован в качестве лейтенанта штаба для разведки в Южной Африке. 24 июня назначен адъютантом бригадного генерала, командующего округом Харрисмит, Чарльза Джеймса Бломфилда. 4 ноября 1904 года командирован на 5 лет для «особых сверх-полковых занятий» в Британское Сомали. 24 октября 1906 года подал в отставку. На 10 апреля 1907 года он числился как капитан запаса.
Он был завербован МИ-5 и поставлен во главе «разведки порта», где наблюдал за гражданскими пассажирами во время Первой мировой войны. В этой должности Клод пропустил в Россию в 1917 году Льва Троцкого из Галифакса, где тот был арестован по распоряжению сэра Уильяма Вайзмана, возглавлявшего нью-йоркское отделение британской разведки, и помещён в концентрационный лагерь для немецких военнопленных Амхерст. Позже, Дэнси присоединился к М05, предшественнице МИ-6. Его таланты совершенствовались. Он успешно боролся против ирландских националистов и сумел предотвратить возможный взрыв в Букингемском дворце, где повстанцы планировали заложить динамит.